# Nyamar
Nyamar (ou le 2e bloc Nyamar) est un village de la commune de Nganha situé dans la région de l'Adamaoua et le département de la Vina au Cameroun.

## Population
Lors du recensement de 2005, 492 personnes y ont été dénombrées.